# Рівняння руху суцільного середовища
Рівня́ння ру́ху суці́льного середо́вища (англ. Cauchy momentum equation) — векторне рівняння, яке описує баланс імпульсу для суцільного середовища.

## Історична довідка
Рівняння руху в загальному вигляді вперше було отримане Коші на початку 1820-х років (коротка публікація у 1823 році, повна публікація побачила світ у 1828 році).

## Загальний вигляд рівняння
У декартовій системі координат три проєкції рівняння руху суцільного середовища мають вигляд:
{\displaystyle \rho \left({\frac {\partial v_{x}}{\partial t}}+v_{x}{\frac {\partial v_{x}}{\partial x}}+v_{y}{\frac {\partial v_{x}}{\partial y}}+v_{z}{\frac {\partial v_{x}}{\partial z}}\right)={\frac {\partial p_{xx}}{\partial x}}+{\frac {\partial p_{xy}}{\partial y}}+{\frac {\partial p_{xz}}{\partial z}}+\rho F_{x},}
{\displaystyle \rho \left({\frac {\partial v_{y}}{\partial t}}+v_{x}{\frac {\partial v_{y}}{\partial x}}+v_{y}{\frac {\partial v_{y}}{\partial y}}+v_{z}{\frac {\partial v_{y}}{\partial z}}\right)={\frac {\partial p_{yx}}{\partial x}}+{\frac {\partial p_{yy}}{\partial y}}+{\frac {\partial p_{yz}}{\partial z}}+\rho F_{y},}
{\displaystyle \rho \left({\frac {\partial v_{z}}{\partial t}}+v_{x}{\frac {\partial v_{z}}{\partial x}}+v_{y}{\frac {\partial v_{z}}{\partial y}}+v_{z}{\frac {\partial v_{z}}{\partial z}}\right)={\frac {\partial p_{zx}}{\partial x}}+{\frac {\partial p_{zy}}{\partial y}}+{\frac {\partial p_{zz}}{\partial z}}+\rho F_{z},}
де {\displaystyle \rho (x,y,z,t)} — густина суцільного середовища, {\displaystyle v_{x}(x,y,z,t)}, {\displaystyle v_{y}(x,y,z,t)}, {\displaystyle v_{z}(x,y,z,t)} — проєкції швидкості середовища, {\displaystyle p_{ij}} — компоненти тензора напружень, {\displaystyle F_{x}(x,y,z,t)}, {\displaystyle F_{y}(x,y,z,t)}, {\displaystyle F_{z}(x,y,z,t)} — компоненти вектора питомих об'ємних сил, що діють на суцільне середовище (питома сила у розрахунку на одиницю маси). Якщо система відліку, що використовується, не є інерційною, то до числа об'ємних сил слід включати сили інерції.
Вирази, що записані у дужках лівих частин рівнянь, є проєкціями прискорення, тому у деякому сенсі рівняння руху можна розглядати як узагальнення другого закону Ньютона для матеріальної точки сталої маси на випадок суцільного середовища.
У довільній криволінійній системі координат рівняння руху запишеться у вигляді
{\displaystyle \rho \left({\frac {\partial v^{i}}{\partial t}}+v^{k}\nabla _{k}v^{i}\right)=\nabla _{k}p^{ik}+\rho F^{i},\quad i=1,2,3,}
де символ {\displaystyle \nabla _{i}} означає коваріантну похідну по {\displaystyle i}-ій координаті, а по повторюваному індексу {\displaystyle k} робиться сумування від одного до трьох.

## Спеціальні форми рівняння
Якщо суцільне середовище перебуває у спокої (відносно обраної системи координат), {\displaystyle {\vec {v}}\equiv 0}, то рівняння руху перетворюються у рівняння рівноваги
{\displaystyle 0={\frac {\partial p_{xx}}{\partial x}}+{\frac {\partial p_{xy}}{\partial y}}+{\frac {\partial p_{xz}}{\partial z}}+\rho F_{x},}
{\displaystyle 0={\frac {\partial p_{yx}}{\partial x}}+{\frac {\partial p_{yy}}{\partial y}}+{\frac {\partial p_{yz}}{\partial z}}+\rho F_{y},}
{\displaystyle 0={\frac {\partial p_{zx}}{\partial x}}+{\frac {\partial p_{zy}}{\partial y}}+{\frac {\partial p_{zz}}{\partial z}}+\rho F_{z}.}
Частковими випадками рівняння руху є
- Рівняння Ейлера (рівняння руху для ідеальної рідини);
- Рівняння Нав'є — Стокса (рівняння руху лінійно-в'язкої рідини);
- Рівняння Нав'є — Ламе (рівняння руху для малих деформацій лінійно-пружного середовища).